# Ivor Barry
Ivor Barry est un acteur britannique né le 12 avril 1919 en Galles du Sud (Royaume-Uni) et mort le 12 décembre 2006 à Woodland Hills, Californie.

## Filmographie
- 1949 : Les Amants du Capricorne (Under Capricorn) d'Alfred Hitchcock : Guard in hall
- 1961 : Robert Baldwin: A Matter of Principle : Sir George Arthur
- 1963 : The Other Man (en) (feuilleton TV) : James Cooper
- 1964 : John Cabot: A Man of the Renaissance : Lord Chamberlain
- 1964 : David Thompson: The Great Mapmaker : Gov. Colen
- 1964 : Départ sans adieux (Nobody Waved Good-bye): l'interviewer
- 1964 : Moment of Truth (série TV) : Dr. Russell Wingate
- 1966 : Don't Forget to Wipe the Blood Off
- 1967 : Le Pirate du roi (The King's Pirate) de Don Weis : Cloudsly
- 1968 : En pays ennemi (In Enemy Country) : Air Marshal Evelyn
- 1969 : Le Miroir de la mort (Fear No Evil) (TV)
- 1969 : Mr. Deeds Goes to Town (série TV) : George
- 1969 : Daughter of the Mind (en) (TV) : Dr. Paul Cryder
- 1970 : The Lawyer (en) : Wyler
- 1971 : Alerte sur le Wayne (Assault on the Wayne) (TV) : Donald Ellington
- 1971 : Prenez mon nom, ma femme, mon héritage (Do You Take This Stranger?) (TV) : Dr. Bamber
- 1971 : Le Mystère Andromède (The Andromeda Strain) : Murray
- 1972 : Gidget Gets Married (en) (TV) : Maitre 'D
- 1972 : Call Holme (TV) : Butler
- 1972 : Bridget Loves Bernie (en) (série TV) : Charles (the butler)
- 1973 : L'Homme qui valait trois milliards (The Six Million Dollar Man) (TV) : Geraldton
- 1973 : Death Race (en) (TV) : Maj. Waverly
- 1974 : Le Nouvel Amour de Coccinelle (Herbie Rides Again) de Robert Stevenson : Maxwell, le chauffeur
- 1974 : Lost in the Stars : Carmichael
- 1974 : La Grande traversée (The Dove) de Charles Jarrott : Kenniston
- 1974 : L'Île sur le toit du monde (The Island at the Top of the World) : The Butler
- 1977 : The Absent-Minded Waiter : Carl
- 1979 : The Gossip Columnist (TV) : Miatre d'
- 1983 : To Be or Not To Be : Gen. Hobbs
- 1983 : Shérif, fais-moi peur (The Dukes of Hazzard) (série TV) (saison 6, épisode 14 "Mort et vif") : Marchand d'art
- 1965 : Des jours et des vies ("Days of Our Lives") (série TV) : Reginald Bradford (1983)
- 1985 : Une créature de rêve (Weird Science) : Henry Donnelly
- 1988 : Action Jackson de Craig R. Baxley : Stuffy Old Guy